# Blanche River
Blanche River är ett vattendrag i Kanada.   Det ligger i provinsen Ontario, i den sydöstra delen av landet, 400 km nordväst om huvudstaden Ottawa.
I omgivningarna runt Blanche River växer i huvudsak blandskog. Runt Blanche River är det glesbefolkat, med 15 invånare per kvadratkilometer.